# Jesús Jorqués Polanco
Jesús Jorqués Polanco (Palencia, Castilla y León, 23 de octubre de 1978) más conocido como Chuchi Jorques, es un exfutbolista español y entrenador español. Su posición era la de centrocampista. Actualmente es entrenador del Club Deportivo Villaralbo en la Tercera Federación.

## Trayectoria

### Como futbolista
Se formó en la cantera del Club de Fútbol Palencia, en el año 1996 firmó por el Atlético Albacete y tras una temporada, regresa a Castilla y León para jugar tres temporadas en la Unión Deportiva Salamanca "B". Más tarde, emprendería una carrera profesional entre la Tercera División de España y mayormente en la Segunda División de España, vistiendo las camisetas de clubs como Pontevedra CF, UD Alzira, Agrupación Deportiva Las Palas, Club Polideportivo Villarrobledo, Club Deportivo Guadalajara, CF Villanovense, CF Talavera, Racing Portuense, CD Guijuelo, Palencia CF, Real Unión, Unionistas de Salamanca Club de Fútbol y Club Deportivo Palencia Cristo Atlético, en el que retiró a la edad de 40 años.

### Como entrenador
Finalizada su carrera como futbolista en 2019 en el club palentino, firmó como director deportivo del Club Deportivo Palencia Cristo Atlético en el que trabajó durante dos temporadas.
El 8 de febrero de 2021, abandona su cargo en el Club Deportivo Palencia Cristo Atlético y se compromete como entrenador del CD Guijuelo de la Segunda División B de España, para sustituir al destituido Jacobo Montes, pero no pudo evitar el descenso a Tercera División.
El 22 de junio de 2021, firma como entrenador del Atlético Astorga de la Tercera Federación.
El 14 de junio de 2022, firma como entrenador del Club Deportivo Palencia Cristo Atlético de la Segunda Federación.
En junio de 2024, firma por el C. D. Villaralbo de la Tercera Federación.

## Clubes

### Como jugador
| Club                                    | País   | Año       |
| --------------------------------------- | ------ | --------- |
| Atlético Albacete                       | España | 1996-1997 |
| Unión Deportiva Salamanca "B"           | España | 1997-2000 |
| Pontevedra CF                           | España | 2000      |
| UD Alzira                               | España | 2001      |
| Agrupación Deportiva Las Palas          | España | 2001-2002 |
| Club Polideportivo Villarrobledo        | España | 2002-2003 |
| Club Deportivo Guadalajara              | España | 2003-2004 |
| CF Villanovense                         | España | 2004-2005 |
| CF Talavera                             | España | 2005-2007 |
| Racing Portuense                        | España | 2007-2006 |
| Club Deportivo Guadalajara              | España | 2007-2008 |
| CD Guijuelo                             | España | 2008-2009 |
| CF Palencia                             | España | 2009-2011 |
| Real Unión                              | España | 2011-2013 |
| CD Guijuelo                             | España | 2013-2015 |
| CD Palencia                             | España | 2016-2017 |
| Unionistas de Salamanca Club de Fútbol  | España | 2017-2018 |
| Club Deportivo Palencia Cristo Atlético | España | 2018-2019 |

### Como entrenador
| Club                                    | País   | Año       |
| --------------------------------------- | ------ | --------- |
| CD Guijuelo                             | España | 2021      |
| Atlético Astorga                        | España | 2021-2022 |
| Club Deportivo Palencia Cristo Atlético | España | 2022-2023 |
| C. D. Villaralbo                        | España | 2024-Act. |